# 奥州市立江刺東中学校
奥州市立江刺東中学校（おうしゅうしりつ えさしひがしちゅうがっこう）は、岩手県奥州市にあった公立中学校。

## 概要
1978年（昭和53年）に5つの中学校を統合し、開校した。
学域が広大なため5台のスクールバスが運行されていた。

## 沿革
- 1978年（昭和53年）　
  - 4月1日 - 江刺市立玉里中学校、梁川中学校、米里中学校、木細工中学校、広瀬中学校の５校を統合し、江刺市立江刺東中学校が開校
  - 11月19日 - 新校舎竣工
- 1979年（昭和54年）
  - 3月 - PTA設立、旧校舎より移転完了、体育館竣工
  - 4月 - スクールバス6台運行開始
  - 10月 - 江刺東中学校校舎、体育館落成記念式行事挙行、校旗樹立式並びに校歌制定式
- 1980年（昭和55年）9月28日 - 自転車置場竣工並びに校舎前法面整備工事完了
- 1981年（昭和56年）
  - 　7月25日 - 水泳プール竣工　
  - 　8月10日 - 女子400m最強リレー通信陸上東北大会出場
- 1982年（昭和57年）9月28日 - 昭和57年度道徳教育研究会の会場校
- 1983年（昭和58年） - 卒業記念「さつき園」設立
- 1984年（昭和59年）
  - 4月1日 - 文部省指定生徒指導研究推進校及び江刺市教育委員会指定研究校
  - 6月27日 - フラワーポット40基設置
  - 9月13日 - 岩手県新聞教育研究新聞コンクールにて生徒会「東凌新聞」最優秀賞
- 1985年（昭和60年）3月30日 - 卒業記念碑「われらこぞりて道拓かん」寄贈
- 1986年（昭和61年）7月3日 - 通信陸上岩手県大会1500m優勝（1年）
- 1987年（昭和62年）7月12日 - 上記と同じく（2年）
- 1988年（昭和63年）
  - 1月26日 - LL式教室工事完成
  - 7月25日 - 県中総体陸上競技800m優勝（3年）
  - 10月18日 -　学校園に庭石配置
- 1989年（平成元年）3月30日 - 屋外物置、トイレ完成
- 1991年（平成3年）8月21日 - 県中総体陸上競技3000m優勝（3年）
- 1993年（平成5年）10月8日 - 学校警備装置設置、27日コンピューター教室工事完了
- 1994年（平成6年）　
  - 1月11日 - 学校環境衛生優良校表彰
  - 6月18日 - 胆江地区中総体野球優勝
- 1995年（平成7年）9月6日 - NHK全国学校音楽コンクール岩手県大会金賞（東北大会に出場）
- 1997年（平成9年）11月15日 - 創立20周年記念式典、記念祝賀会
- 1998年（平成10年）6月16日 - 体育館放送設備更新、24日　非常階段、体育館土台改修工事
- 2000年（平成12年）7月26日 - プール防水張替工事完了
- 2006年（平成18年）　
  - 2月20日 - 奥州市立小中学校条例施行に伴い、奥州市立江刺東中学校となる
  - 4月28日 - 校庭（野球グラウンド、テニスコート）整地作業完了
- 2007年（平成19年）11月23日 - 創立30周年記念式典、祝賀会
- 2022年（令和4年）3月31日 - 奥州市立江刺第一中学校と奥州市立江刺南中学校と統合のため閉校

## 部活動
- 野球部
- バレーボール部
- バスケットボール部
- ソフトテニス部
- バドミントン部
- 吹奏楽部
- 美術部